# Лејк Ароухед (Калифорнија)
Лејк Ароухед (енгл. Lake Arrowhead) насељено је место без административног статуса у америчкој савезној држави Калифорнија.

## Демографија
По попису из 2010. године број становника је 12.424, што је 3.49 (39,1%) становника више него 2000. године.
| Група             | 2000.         | 2010.         |
| Белци             | 7.307 (81,8%) | 9.069 (73,0%) |
| Афроамериканци    | 50 (0,6%)     | 95 (0,8%)     |
| Азијати           | 91 (1,0%)     | 152 (1,2%)    |
| Хиспаноамериканци | 1.211 (13,6%) | 2.709 (21,8%) |
| Укупно            | 8.934         | 12.424        |